# Oti (Torma)
Oti – wieś w Estonii, w prowincji Jõgeva, w gminie Torma.